# Har Bracha
Har Bracha (heb. הַר בְּרָכָה) izraelsko je naselje smješteno na južnom grebenu planine Gerizim na visini od 870 metara iznad razine mora, u brdima Samarije. Nalazi se pokraj palestinskog grada Nablusa. Har Bracha je imenovan po jednoj od dvije planine spomenute u Knjizi Ponovljenog Zakona u Bibliji na kojoj je polovica od dvanaest izraelskih plemena izrekla blagoslove. Naselje je organizirano kao zajednica i pod jurisdikcijom je Regionalnog vijeća Samarije. U 2022. godini imalo je 3165 stanovnika.
Har Bracha osnovan je 17. studenog 1982. godine. Godine 1987. doselila je jezgra ortodoksnih židovskih obitelji koje su osnovale naselje. Nakon osnivanja naselja, za rabina naselja imenovan je Eliezer Melamed, autor serijala knjiga Peninei Halakha.
U naselju se nalaze osnovna škola za dječake i djevojčice, vjerska srednja škola za dječake i djevojčice te ješiva.
Godine 2011. velika skupina evangelističkih kršćana došla je pomoći pri berbi vinograda u blizini naselja i od tada žive na zapadnom brežuljku naselja, protiv čega su drugi stanovnici prosvjedovali.
Nakon izgradnje nekoliko stotina privatnih kuća u Har Brachi, stanovnici naselja odlučili su početi graditi četvero, peto i šestokatnice. Ova odluka donesena je s ciljem snižavanja cijena stanova i omogućavanja mladim parovima da kupe kuće u naselju. U okviru izgradnje, u Har Brachi su izgrađene i osnovne škole za dječake i djevojčice te jedanaest dječjih vrtića.